# Али Бер, Сонни (ши)
Сонни (ши) Али Бер (умер в 1492) — первый правитель империи Сонгай — самого могущественного государства в истории Западной Африки. Али Бер был первым императором империи Сонгай, и 15-м правителем династии Сонни.
Фигура этого государственного деятеля средневековья является противоречивой: арабские хронисты указывают на то, что Али Бер являлся жестоким тираном и садистом, гонителем мусульман, а в памяти же народов Западной Африки он остался легендарным всемогущим и всезнающим властителем, обладавшим волшебной магической силой.

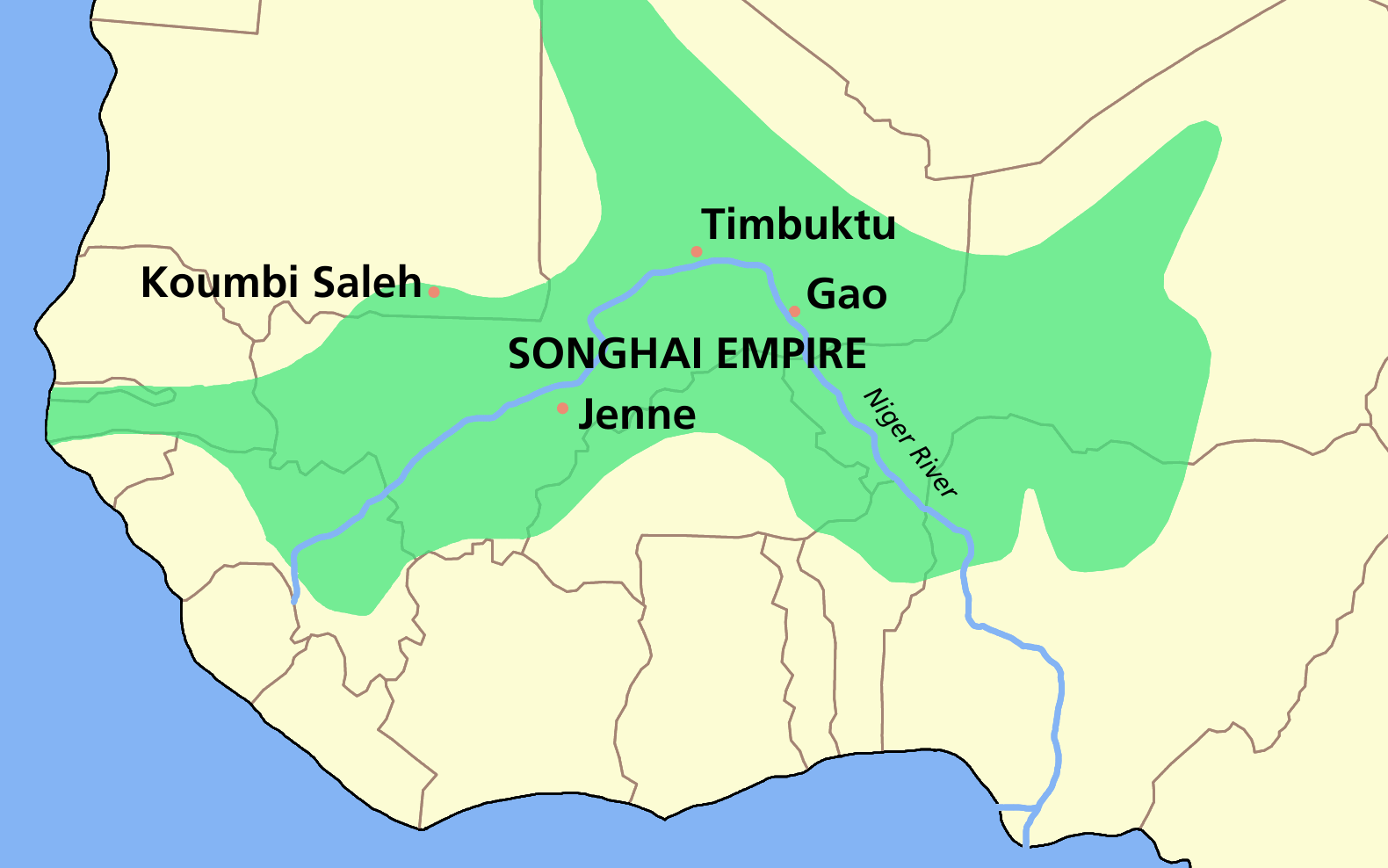
Сонгай (государство)

## Детство
Али Бер появился на свет в довольно сложные времена для Западной Африки: гегемония Мали рушилась, а нового центра ещё не сложилось. Но недостатка в претендентах на захват власти не было: с юга племена моси захватили Томбукту, а в 1435 году его захватил властитель туарегов Акил.
Мать ши Али была приверженкой анимизма и была родом из традиционного племени сокото, многие историки считают, что и сам Али Бер предпочитал анимизм исламу. Данное от рождения имя Али впоследствии преобразовалось в Ши Али Бер, что буквально означает «Али Великий из династии ши (сонни)». «Отношение ши Али к исламу вообще хорошо отражает шаткость этой веры в Западном Судане в те времена, то есть через сотни лет после обращения в ислам первых черных государей. Некоторые исследователи толковали усиление анимизма в эпоху Али Бера как свидетельство общего кризиса: в те тревожные времена люди склонны были искать опору в старинных верованиях и богах. Во всяком случае, пренебрегая исламом, ши Али пользовался безраздельным преклонением своих подданных, будь то из страха перед его тиранией или от восхищения его военными успехами. Подданные называли его „дали“, то есть наивысокочтимейший. Для правоверных мусульман это было кощунством, так как столь почтительное выражение, по их убеждению, может употребляться только по отношению к Аллаху. Прозвище Бер также выражает почтение — оно значит „Великий“».

## Образование Сонгай
Став предводителем племен западно-африканского региона, Али Бер объединил обширные земли, благодаря мастерству полководца. В исторической хронике «Тарих ал-Фатташ» сообщается, что преемником Сулеймана Дама, завоевателя Мемы, стал «притеснитель, лжец, проклятый властный ши Али. Он был последним из ши на царстве, тем, по чьему омерзительному пути шли и его рабы. Был он победоносен и не обращался ни к одной земле, не разорив её. Войско, с которым он бывал, никогда не оказывалось разбитым: был он победителем, а не побежденным. От земли канты до Сибиридугу он не оставил ни одной области, ни одного города, ни одного селения, куда бы он не явился со своей конницей, завоевывая эти места и нападая на жителей». Согласно «Тарих ал-Фатташ», ши Али стал королём в Сонгай в 1464—1465 годах и владычествовал 27 лет, 4 месяца и 15 дней.
«Своё господство он начал в Дире, откуда, правда, сразу пошел в поход против правителя моси по имени Комдао. Настоящее сражение произошло в Коби, после чего ши Али оттеснил мосийское войско вплоть до страны Бамбара, но не достиг решающей победы и не взял центрального города моей Аргуму. В походе участвовали, по некоторым несколько сомнительным и противоречивым сведениям, в числе прочих и правитель Томбукту — томбукту-кой Мохаммед Нади, военачальник ши Али Бера по имени аския Мохаммед (который стал следующим сонгайским царем) и брат аскии Амар (Омар) Комдьяго.
1465 год ши Али провел в Бамбаре. На следующий год он перешел в Кутте близ Дженне и оттуда в Куна, откуда, согласно хроникам, напал на Бисму. По хроникам невозможно определить, насколько серьёзным было сражение. Адам Конаре Ба считает, что столкновение было с вождем племен, имевшим главную ставку в горной области Бандиагара среди народа догон. Согласно данным хроники, ши Али убил Бисму.
Рамадан 1467 г. ши Али провел в скалистой области Тамса. Оттуда он, как полагают, пошел войной на ближайшие племена фульбе. Поход достиг, вероятно, деревни Да, лежащей между Бандиагарой и Двенцой. Там он взял в плен и казнил старейшину деревни Моддибо Вара. После этого ши Али вернулся в Тамсу, где провел рамадан следующего года. В 1468—1469 гг. царь сонгаев двинулся на эль Моктара, правителя города Кикере, а также потеснил жителей Тонди.
Таким образом, ши Али начал своё господство активной завоевательной политикой. Военные походы направлялись прежде всего на запад, на территорию, которая до этого принадлежала к кругу владений Мали. В течение первых четырёх лет правления ши Али распространил господство сонгаев на Бамбару, озерную область Массина и горные области Бандиагара и Хомбори».
Али Бер значительно расширил границы государства, после семилетней осады овладел Дженне (1468—1475) и выбил туарегов из Томбукту (1468), окончательно овладев ею к январю 1469 года. Сонни (ши) проводится репрессивная политика в отношении к учёным Томбукту, особенно в регионе Санкоре, которые были тесно связаны с туарегами, этих учёных Али изгнал, чтобы получить контроль над городом. Он построил флот для патрулирования реки Нигер. Во время правления Сонни Али, Сонгай превзошла империю Мали, которая впоследствии вошла в состав империи Сонгай.

## Смерть
Его смерть в конце 1492 года, является предметом споров историков. Согласно «Тарих аль-Судан» Али утонул во время переправы через реку Нигер. Устная традиция считает, что он был убит сыном его сестры, Мухаммедом Аскиа. Преемником ши Али стал его сын Али — Абубакар, или Сонни Баро.